# Paris-Rhône
Paris-Rhône – francuskie przedsiębiorstwo produkujące małe samochody osobowe o napędzie elektrycznym. Swoją działalność rozpoczęło w czasie II wojny światowej montując małe, trójkołowe samochody elektryczne, gdy na rynku brakowało benzyny. Produkcję utrzymano także w czasach powojennych, by zakończyć ją w 1950 roku.
Montowano różne wersje małych aut, w tym modele coupé i kabrio. Karoserie pochodziły z zakładów Faurax et Chassende. Pojazdy były typowym produktem powojennej, odbudowującej się Europy i stanowiły odpowiedź na zapotrzebowanie zubożonego, acz motoryzującego się społeczeństwa. Na podobnej zasadzie w Niemczech produkowano Goggomobila oraz BMW Isettę. Osiągały prędkość ok. 30 km/h i zasięg ok. 65 km. Wnętrze było zaprojektowane tak, by mieścić dwie osoby z bagażem. 

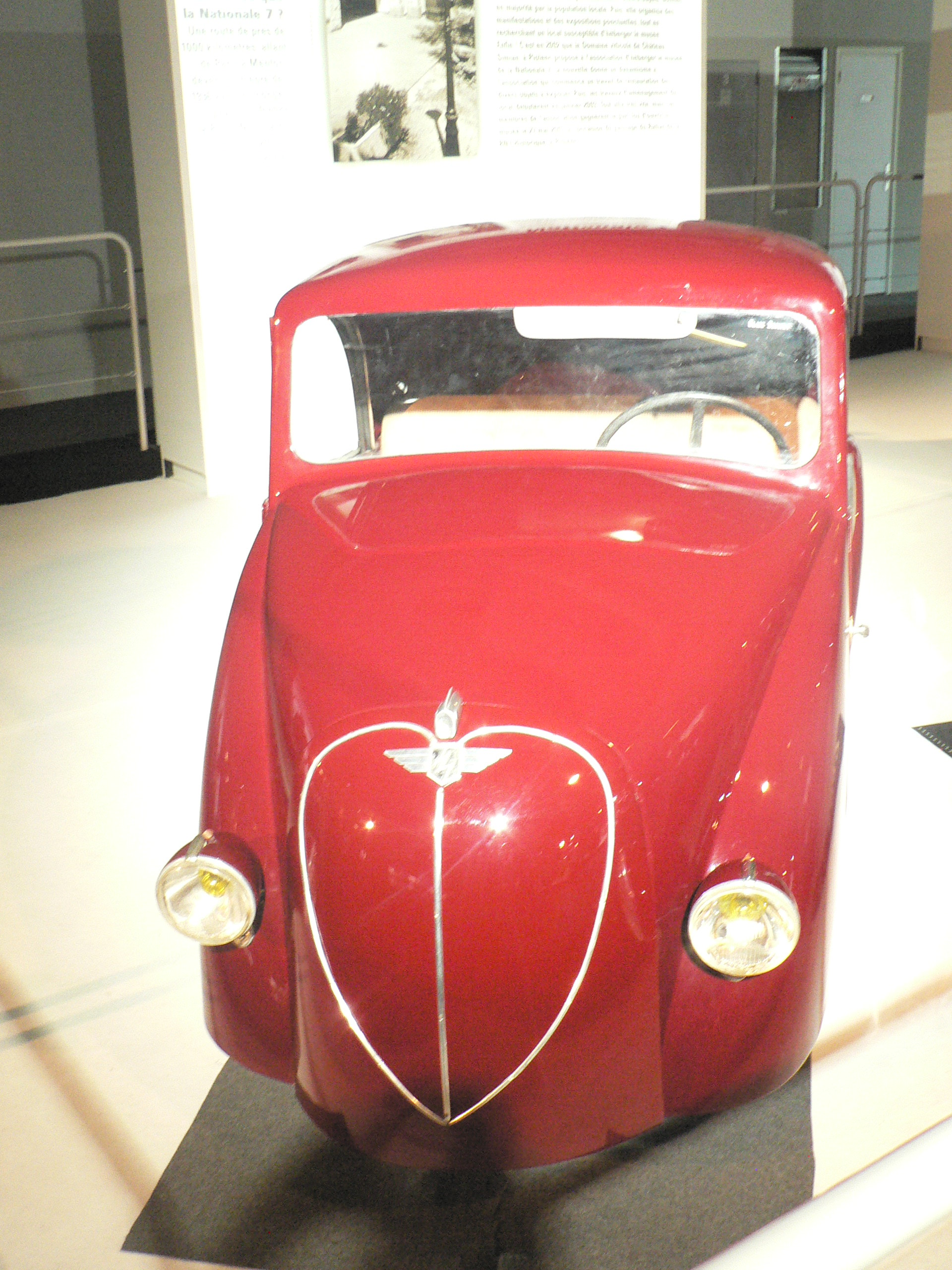
Baby-Rhône
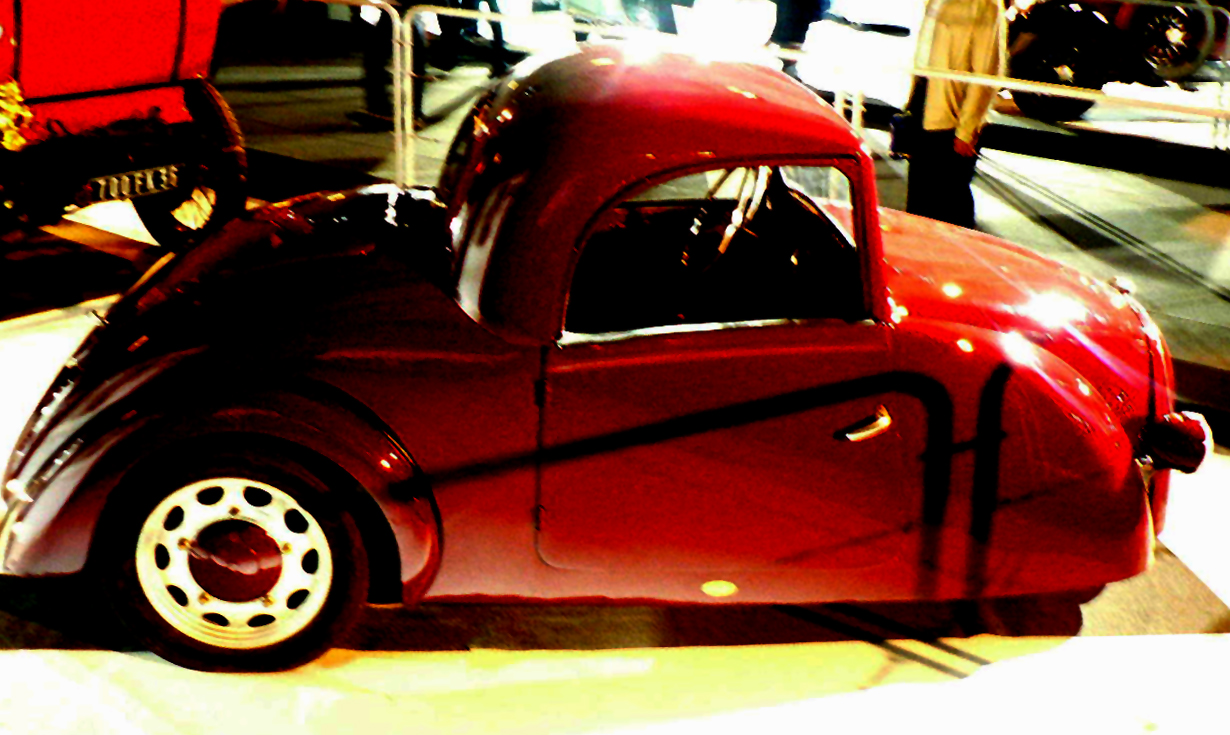
Baby-Rhône